# Speicherkraftwerk (Wasser)

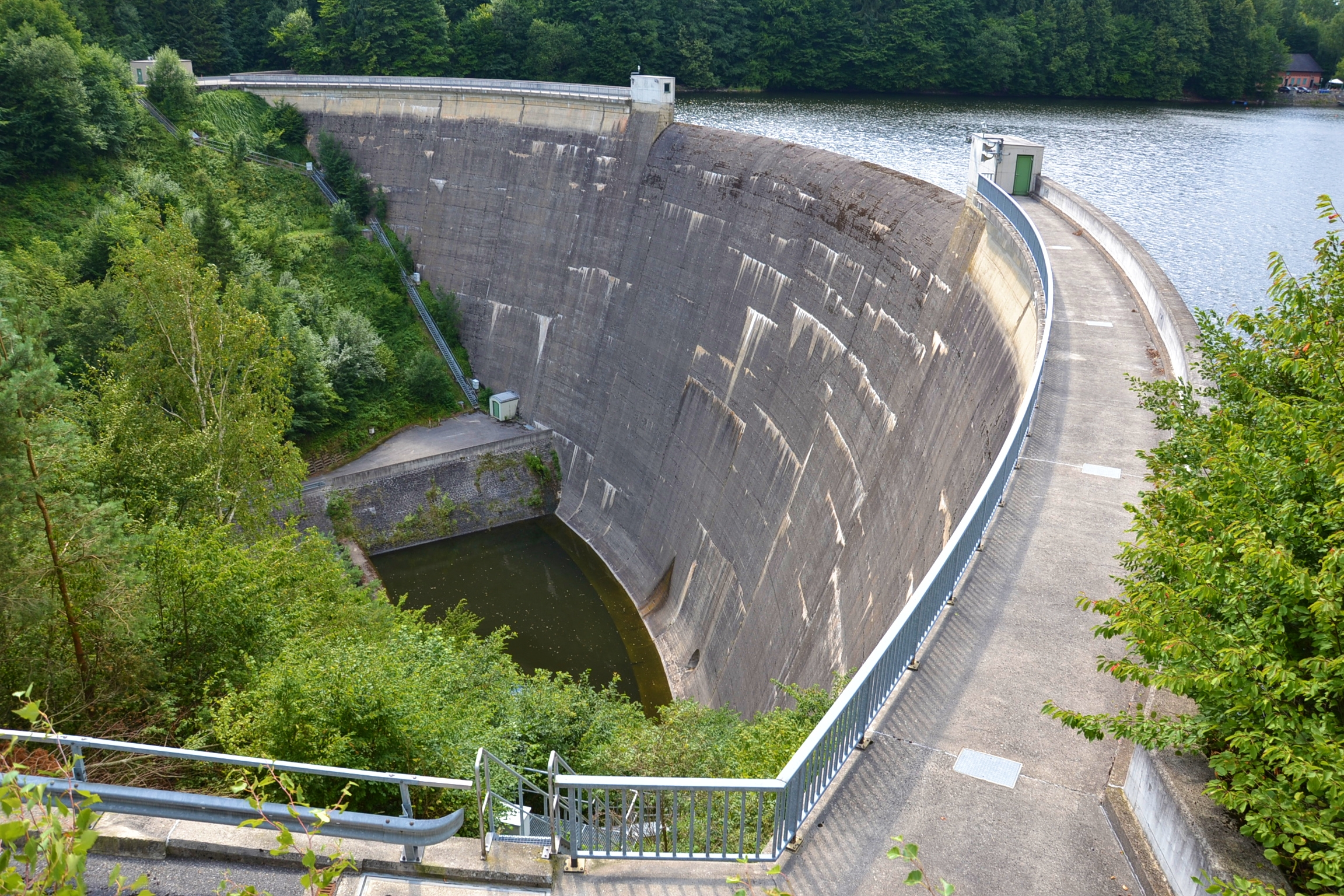
Staumauer des Speicherkraftwerkes Dobra, von der eine 3 km lange Triebwasserleitung das Wasser zum Krafthaus leitet

Als Speicherwasserkraftwerk, kürzer Speicherkraftwerk, wird ein Wasserkraftwerk bezeichnet, welches große Mengen Wasser in einem Stausee zurückhalten (speichern) kann, um zu einem späteren Zeitpunkt (Stunden bis Jahre) zu verstromen. 
Die Stauseen dienen in der Regel auch für andere Zwecke, wie Hochwasserschutz oder Wasserversorgung.
Der Füllstand von Speicherwasser- und Pumpspeicherkraftwerken von Deutschland schwankte in den Jahren 2015 bis 2023 zwischen einem Minimum von 110 GWh (Mai 2015) und einem Höchstwert 630 GWh (Herbst 2017), das reicht rechnerisch für einige Stunden Strom. In der Schweiz schwanken die Pegel von 1 TWh (Ende Mai) bis 8 TWh (im Herbst), Vorrat für einen Monat. Österreich liegt mit 270 bis 1900 GWh dazwischen. Ganz Europa speichert zwischen 40 und 150 TWh in Stauseen, davon die Hälfte in Norwegen.

## Definition
Zu diesem Zweck wird in Zeiten von Wasserüberschuss das Wasser eines Fließgewässers in einem Stausee aufgestaut, aus dem es in Zeiten von erhöhtem Energiebedarf bedarfsgerecht abgelassen wird und in einem Wasserkraftwerk elektrische Energie erzeugt. Bei einem Pumpspeicherkraftwerk kann in Zeiten von geringem Energiebedarf unter Aufwendung von elektrischer Energie wieder Wasser aus einem Unterbecken in den höherliegenden Stausee gepumpt werden.
Speicherkraftwerke dienen vor allem zur Deckung von Spitzenleistung. Im Rahmen der Netzregelung tragen sie zur Aufrechterhaltung der Systembilanz (ständiger Ausgleich von Verbrauch und Erzeugung) durch die Bereitstellung von Regelleistung bei.
Laufwasserkraftwerke grenzen sich von Speicherkraftwerken dadurch ab, dass erstere nur über ein sehr geringes nutzbares Speichervolumen verfügen. Beim Laufwasserkraftwerk haben die vorhandene Staubauwerke wie z. B. Wehre primär die Aufgabe, die Fallhöhe für die Turbinen zu erhöhen. Da es auch Laufwasserkraftwerke gibt, die die Stauhöhe des Oberwassers in einem bestimmten Bereich variieren können (Schwellbetrieb), gibt es keine scharfe Grenze zwischen Laufwasserkraftwerken und Speicherkraftwerken.

## Motivation

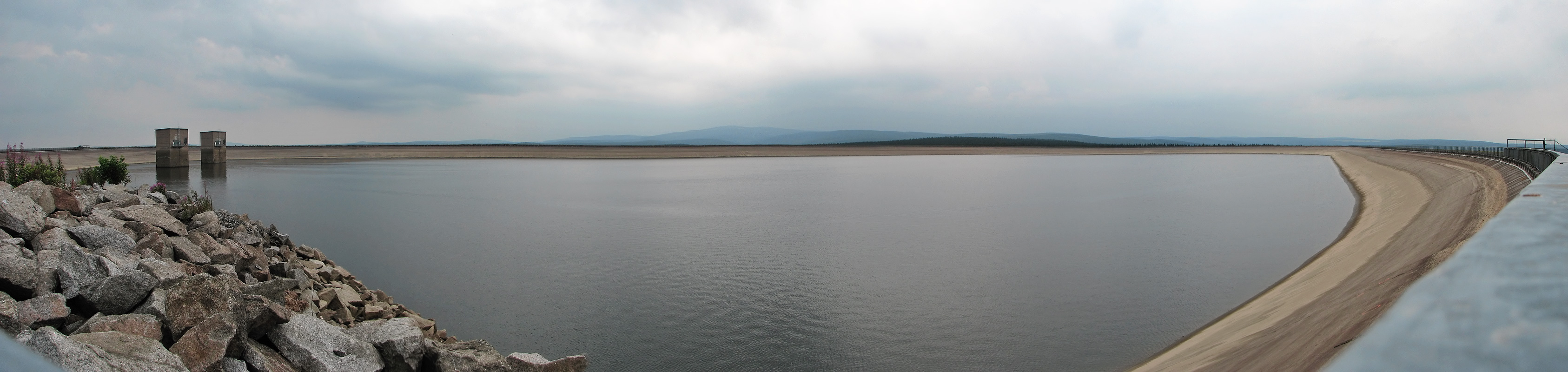
Pumpspeicherwerk Markersbach - Oberbecken

Der Bau von Speicherkraftwerken hat mehrere Gründe. Elektrische Netze können keine elektrische Energie speichern. Ihr Verbrauch und ihre Erzeugung in Kraftwerken sollen möglichst im Gleichgewicht sein. Eine Abweichung vom Gleichgewichtszustand führt zu Netzstörungen und im Extremfall zu einem Netzzusammenbruch. Herkömmliche thermische Kraftwerke können, technologisch und prinzipbedingt, im Regelbetrieb nur eingeschränkt auf schnelle Verbrauchsschwankungen reagieren bzw. bei kurzzeitigen hohen Verbrauchsspitzen schnell genug Zusatzleistung zur Verfügung stellen. Diese Aufgabe übernehmen Speicherkraftwerke, die bedarfsgerecht elektrische Leistung kurzfristig liefern können. Sie dienen als Energiespeicher und können auch wasserwirtschaftlich z. B. zum Hochwasserschutz genutzt werden. Der Leistungsbereich liegt je nach Anlage von einigen Megawatt bis zu über 1000 MW und reicht meist für mehrere Stunden im Volllastbetrieb aus.
Die Funktion als Wasserspeicher kann sowohl der wasserwirtschaftlichen Regulierung als auch speziellen Aufgaben wie der Vorratshaltung in der Trinkwasserversorgung dienen. So wurde der Sylvensteinspeicher in Bayern ursprünglich zum Hochwasserschutz gebaut. Hier hat, wie in manchen anderen Fällen, die Nutzung der Wasserkraft nur eine untergeordnete Bedeutung. Sylvenstein II generiert 3,8 MW. Goldisthal, das größte Pumpspeicherkraftwerk in Deutschland, welches zur elektrischen Energiespeicherung gebaut wurde, erzielt eine Maximalleistung von 1.060 MW.
Darüber hinaus gilt diese Art der elektrischen Energieerzeugung aus Speicherwasser mit natürlichem Zufluss als erneuerbare Energie und somit als klimafreundlich.
Eine spezielle Ausführung ist das Meerwasser-Pumpspeicherkraftwerk, das besondere Anforderungen an den Korrosionsschutz hat, und aufgrund der höheren Kosten bisher nur in einer Demonstrationsanlage realisiert wurde.

## Aufbau

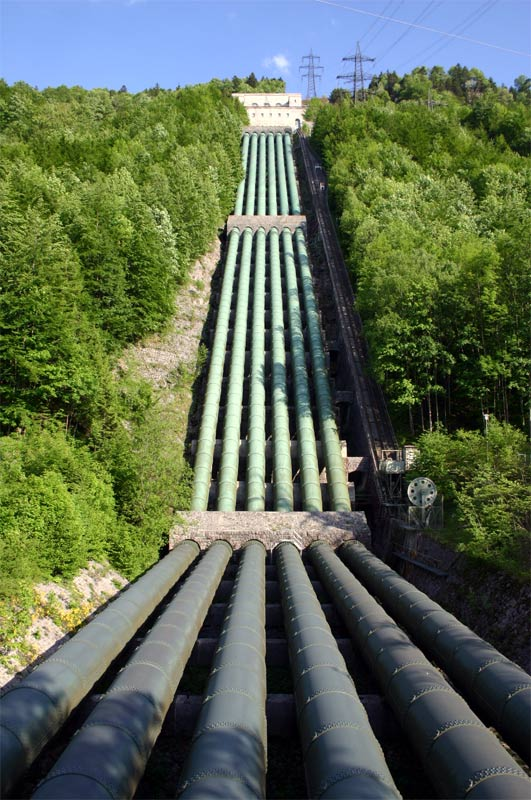
Die Rohrleitungen des Kraftwerks Walchensee

### Stauanlage
Das Wasser wird in einem „Stausee“ genannten Becken gesammelt. Dieser See ist entweder natürlichen Ursprungs oder entsteht durch Aufstauen mit einer Staumauer oder einem Staudamm. Der Stausee wird durch einen natürlichen Zufluss gespeist, zusätzlich werden oft Stollen zu den Einzugsgebieten anderer Flüsse errichtet, um die zufließende Wassermenge zu erhöhen. Wird das Wasser zusätzlich oder ausschließlich durch Pumpen in ein höher gelegenes Becken (auch Oberbecken oder Stausee genannt) befördert, spricht man von einem Pumpspeicherkraftwerk.

### Triebwasserzuführung
Das Wasser wird gespeichert und bei Bedarf durch einen Druckstollen und/oder über Druckrohrleitungen, zum tiefer gelegenen Maschinenhaus  geleitet. Auf dem letzten Teilstück der Druckleitung, oft auch im Übergangsbereich zwischen Stollen und Rohrleitung, befindet sich häufig ein Wasserschloss.

### Maschinenhaus
Die Rohrleitungen münden im Maschinenhaus, wo der Wasserdruck bis zu 200 bar beträgt. Das Wasser trifft hier auf die Turbine, versetzt sie in Rotation und überträgt seine potentielle Energie bzw. kinetische Energie auf die Turbine. Diese treibt den Generator an, der die elektrische Energie produziert. Danach gelangt das Wasser in das Unterbecken. Das Unterbecken ist oft selbst ein Stausee, der seinerseits wieder als Oberbecken für weitere Wasserkraftwerke verwendet wird. In Speicherkraftwerken werden je nach Fallhöhe und verfügbarer Wassermenge entweder Francis-Turbinen oder Pelton-Turbinen verwendet.

## Merkmale

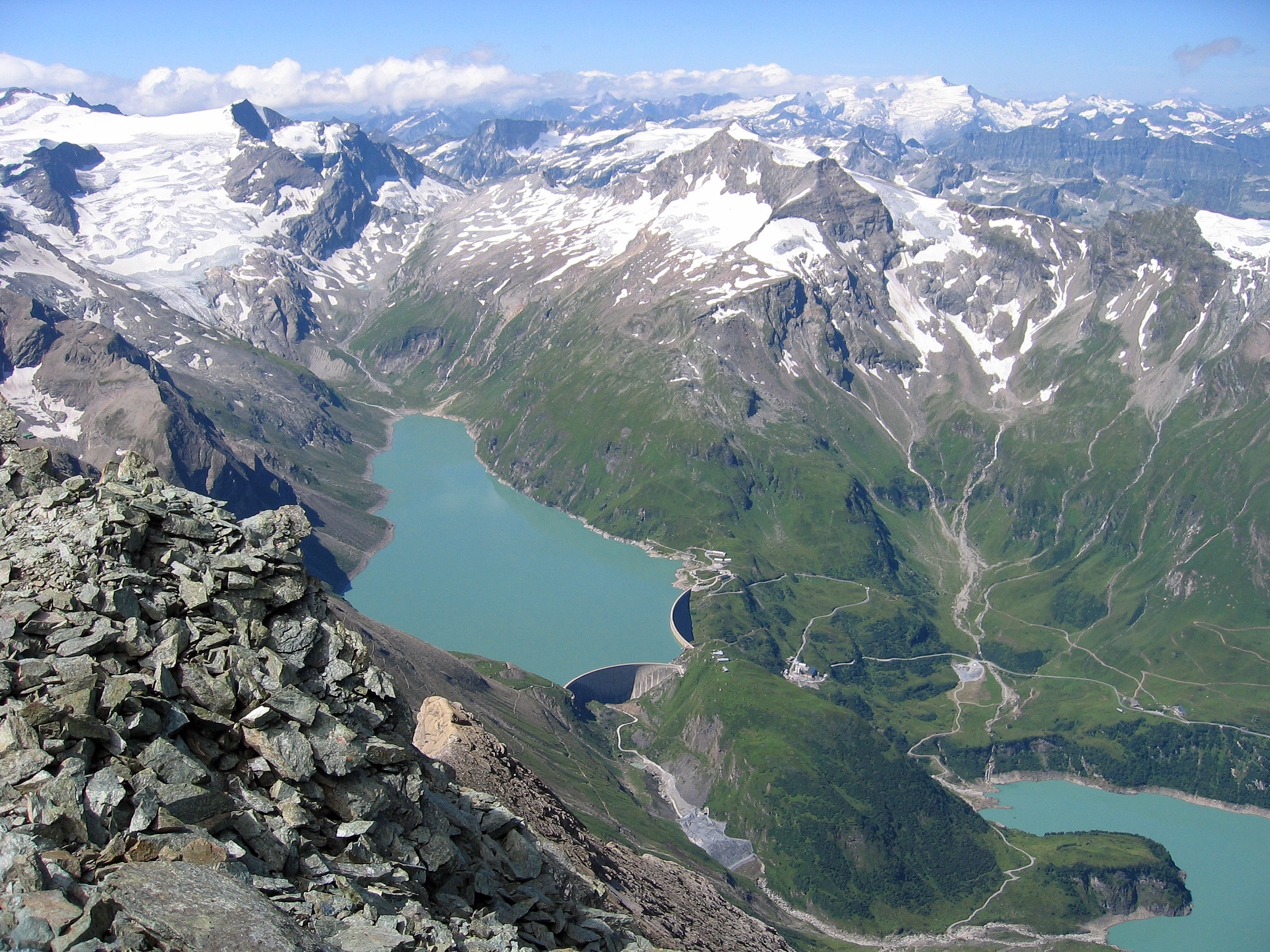
Der Stausee Mooserboden ist ein Jahresspeicher

Abhängig vom Füll-/Entleerungsrhythmus werden Speicherkraftwerke in Tages-, Wochen-, Monats- und Jahresspeicher unterteilt. Besonders in den Alpen und in Skandinavien fungieren Speicherkraftwerke häufig als Jahresspeicher. Bei relativ geringem Zufluss durch das Schmelzwasser von Gletschern wird das Wasser im Sommerhalbjahr gespeichert, um schwerpunktmäßig im zwar schneereichen, aber wasserarmen Winterhalbjahr elektrische Energie zu produzieren. Der Wasserspeicher ist entweder natürlich oder mit einer Staumauer oder Staudamm aufgestaut worden.
Die Leistung des Speicherkraftwerkes steht bei Bedarf innerhalb von Minuten zur Verfügung und kann in einem weiten Bereich flexibel geregelt werden. Dies ist ein Vorteil gegenüber thermischen Mittel- und Grundlastkraftwerken, die zum Hochfahren aus dem Stillstand ca. eine halbe Stunde (GuD) bis mehrere Stunden benötigen (Braunkohle). Diese Eigenschaft ermöglicht es, den Strombedarf in Spitzenzeiten zu decken. Zusätzlich kann ein Speicherkraftwerk den Ausfall anderer Stromerzeuger kurzfristig überbrücken.
Speicherkraftwerke sind wegen des geringen Energiebedarfs zum Starten der Anlage schwarzstartfähig und können daher bei totalen Stromausfällen zum Anfahren anderer Kraftwerke eingesetzt werden.
Im gestauten Wasser sind Sedimente enthalten, die auf verschiedene Weise Einfluss auf den Kraftwerksbetrieb haben. Durch das Absetzen der Sedimente am Stauseegrund kommt es zu einer Verlandung. Die Versuchsanstalt für Wasserbau, Hydrologie und Glaziologie der ETH Zürich berechnete, dass dadurch jährlich ein Prozent des Stauraumes weltweit verloren gehen. Seit etwa der Jahrtausendwende übersteigt der Verlust durch Verlandung den Zugewinn durch Kraftwerksneubauten. Darüber hinaus führen die im Wasser enthaltenen Sedimente zur Erosion an den Turbinen. Das senkt dessen Effizienz und Lebensdauer.